# Романтика
Рома́нтика — эмоционально-возвышенное мироощущение, создаваемое различными идеями, чувствами, эмоциями и условиями жизни.
Также романтика может восприниматься как образ жизни, который отличается оптимизмом, альтруизмом, положительными эмоциями, высокими чувствами, возвышенным отношением к человеку и исповеданием ценностей. Противопоставляются «серым будням», материальным ценностям, в том числе прагматизму, а также политической деятельности и другим «серьёзным занятиям». 
Романтика связана с рассмотрением ситуаций с точки зрения идеальных взаимоотношений.
Романтика может быть охарактеризована душевным подъёмом, присутствием в суждениях и поступках лирических и драматических мотивов. Романтика или романтичные отношения возникают, как правило, лишь в некоторых ситуациях, когда влияние внешнего мира в сознании людей нивелируется, а на первый план выходят их отношения между собой, возникает влечение друг к другу.
Понятие романтики возникло в Англии в середине XVII века. Вначале характеризовало народную поэзию, наполненную лирическими мотивами и противопоставлявшуюся образовательной поэзии на латинском языке. Впоследствии сформировались своеобразные научно-философские школы, которые по-разному трактовали романтику. Так, Йенский кружок романтиков, возглавляемый братьями Шлегелями, характеризовал романтику как «нечто мечтательное, экзальтированное, нереальное». В своих исследованиях внутреннего мира человека Шлегели и прочие философы стремились отойти от естественнонаучной точки зрения на мир, поскольку феномен романтики исчезает при таком взгляде на человека.